# Folies bourgeoises
Pour plus de détails, voir Fiche technique et Distribution.
Folies bourgeoises est un film franco-italo-allemand réalisé par Claude Chabrol, sorti en 1976.
Il s'agit d'une adaptation du roman Le Malheur fou, de Lucie Faure.

## Synopsis
Claire est l'attachée de presse de son mari écrivain américain, William Brandels. Comme il est peu porté sur le sexe, elle le trompe avec son éditeur. Mais lorsqu'elle découvre que ce dernier a une liaison avec la traductrice italienne des œuvres de son mari, sa crise de jalousie prend la forme d'hallucinations.

## Fiche technique
- Titre original : Folies bourgeoises
- Titre italien : Pazzi borghesi
- Titre allemand : Die verrückten Reichen
- Réalisation : Claude Chabrol
- Scénario : Ennio de Concini, Claude Chabrol, Norman Enfield, Maria Pia Fusco, d'après le roman "Le Malheur fou" de Lucie Faure
- Direction artistique : Maurice Sergent
- Photographie : Jean Rabier
- Son : Guy Chichignoud
- Bruitage : Louis Devaivre
- Montage : Monique Fardoulis
- Musique : Manuel De Sica
- Coproduction : Artur Brauner
- Production : Ilya Salkind, Pierre Spengler
- Société de production :  Barnabé Productions,  Gloria Film,  CCC Filmkunst
- Société de distribution : FFCM
- Pays de production :  France,  Italie,  Allemagne de l'Ouest
- Langue originale : français
- Format : couleur (Eastmancolor) — 35 mm — son Mono
- Genre : drame
- Durée : 120 minutes
- Date de sortie :
  - France : 23 juin 1976
- Affiche : Macario Gómez Quibus (Espagne)

## Distribution
- Bruce Dern : William Brandels
- Stéphane Audran : Claire de la Tour Picquet
- Sydne Rome : Nathalie
- Jean-Pierre Cassel : Jacques Lavolet, l'éditeur
- Ann-Margret : Charlie Minerva
- Maria Schell : Gretel
- Francis Perrin : Robert Sartre
- Curd Jürgens : le bijoutier
- Tomás Milián : le détective
- Charles Aznavour : Dr Lartigue
- Claude Chabrol : un client chez l'éditeur
- Francis Terzian : non crédité

## Autour du film
- Selon Claude Chabrol, Alexander Salkind a produit ce film parce qu’il voulait obtenir la Légion d'honneur. C'est pour cette raison que le producteur aurait décidé de faire adapter un roman de Lucie Faure, épouse d'Edgar Faure. Le réalisateur considère Folies bourgeoises comme son plus mauvais film[1], admettant en outre en avoir eu conscience durant le tournage.

- En février 2009, Claude Chabrol classera même Folies bourgeoises parmi les trois « plus mauvais films de l'histoire du cinéma », aux côtés de Fanny (avec Horst Buchholz dans le rôle de Marius) et du film de Bernard-Henri Lévy : Le Jour et la Nuit (avec Alain Delon, Arielle Dombasle et Karl Zéro)[2].